# Eva Hurychová
Eva Hurychová (* 25. července 1951 Vysoké Mýto) je česká zpěvačka, skladatelka, textařka, spisovatelka a novinářka.

## Život
Vystudovala střední zdravotnickou školu v Liberci. Později vystudovala večerní Lidovou konzervatoř (nyní Konzervatoř Jaroslava Ježka). V 70. letech 20. století zpívala v triu Letokruhy. Později založila skupinu Drops. V roce 1982 po setkání s Janem Neckářem začala spolupracovat se skupinou Bacily. Od roku 1986 pokračovala ve zpívání se svou doprovodnou skupinou Pudr. Psala hudbu i texty písní pro jiné zpěváky (Michal David, Stanislav Hložek a Petr Kotvald). V roce 1987 se znovu vdala za technika své doprovodné skupiny, který je otcem jejích dcer. Později účinkovala v pořadech, které uváděl Luděk Sobota, nebo v zájezdovém Videostopu Jana Rosáka. V roce 1993 se jí narodily dcery-dvojčata, proto kariéru ukončila a věnovala se hlavně jim, pokračovala jen v autorské činnosti. V roce 2007 byla po dvaceti letech manželství rozvedena.
Na podzim 2006 se vrátila k umělecké kariéře. Začala opět skládat a psát texty, nahrála dvě nové písničky Voda a kámen a Mám pro tebe dárek a novou verzi písničky Já přijdu. Poté vyšly na CD její coververze písní – Chybička se vloudí a Už nám svítá. Před koncem téhož roku založila Evinu schránku a začala se věnovat pomoci týraným ženám. V dubnu 2007 ji herečka Marcela Kyselová požádala o zkomponování duetu, který spolu nazpívaly. Píseň s názvem Kdo to vzdává, nevyhrává úspěšně bodovala v hitparádě Česká dvanáctka v Českém rozhlasu a dostala ocenění Zlatá česká dvanáctka 2007.
V pořadu České televize 13. komnata Evy Hurychové (2007) obvinila svého bývalého muže z týrání a domácího násilí, které mělo podle jejích slov trvat 8 let. V následném soudním procesu bylo zjištěno, že zveřejněním pořadu došlo k zásahu do osobnostních práv jejího exmanžela, proto v roce 2011 Vrchní soud v Praze pravomocně rozhodl, že Česká televize se mu musí za odvysílání 13. komnaty omluvit a finančně jej odškodnit za zásah do jeho osobnostních práv. Satisfakce pro Evu byla k celému problému až v r. 2015, kdy výzkumem k diplomové práci validně prokázala další příčinu domácího násilí, která předtím nebyla potvrzena.
V roce 2008 neúspěšně kandidovala do senátu jako nestraník za Českou stranu národně socialistickou v Praze 5. Od roku 2009 dálkově studuje, v roce 2012 byla přijata za členku Syndikátu novinářů České republiky. V červenci 2013 Eva Hurychová odpromovala s bakalářským titulem na Technické univerzitě v Liberci, Fakultě přírodovědně-humanitní a pedagogické, Katedře sociálních studií a speciální pedagogiky a v červnu 2015 titulem magisterským. Od roku 2016 do roku 2020 pokračovala projektem disertační práce v doktorském studiu v Praze na Karlově univerzitě. V březnu 2020 úspěšně obhájila disertační práci k titulu Ph.D., na Univerzitě Karlově - Husitské teologické fakultě.
Dne 19. 8. 2022 vyšla Evě u vydavatelství Grada kniha s názvem „Sociální práce ve školství“.

## Ocenění
- 1993 červen – Bronzová Bratislavská Lyra za duet s Janem Neckářem To chce mít svůj systém
- 2008 březen – Zlatá česká dvanáctka za duet s Marcelou Kyselovou Kdo to vzdává, nevyhrává

## Diskografie
- Jednou úsměv, jednou pláč / Vodník – Panton – SP
- Dám ti pusu k svátku / Ráno budu nad věcí – Supraphon – SP
- Černobílá láska / Já nemám čas – Supraphon – SP
- Nebuď sám / Prohrané sázky – Supraphon – SP
- Já přijdu – Eva Hurychová a Jan Neckář/Souhvězdí lásky – Eva Hurychová – Supraphon – SP
- Má sestra Helga – Eva Hurychová a Jan Neckář/ Jdou s módou – Eva Hurychová – Supraphon – SP
- To chce mít svůj systém – Eva Hurychová a Jan Neckář/Samolepa Lýdie – Supraphon – SP
- Za mléčnou dráhou / Elektra – Supraphon – SP
- Péťo, čau – Eva Hurychová/Já to zkrátím – Eva Hurychová a Jan Neckář – Supraphon – SP
- Konkurs na lásku / Páteční taneční – Supraphon – SP
- Láska je hráč / Purpurový déšť – Supraphon – SP
- Štěstí prodávám / Tam, kde je Singapur – Supraphon – SP
- 1978 Je to loď – Supraphon – SP
- 1982 Mário / Hráli rokenrol – Supraphon – SP
- 1984 To chce mít svůj systém – Eva Hurychová a Jan Neckář – Supraphon – SP (Bronzová Bratislavská lyra – 1984)
- 1984 Je nebezpečný / Sto procent – Supraphon – Supraphon – SP
- 1985 Hifi – Supraphon – SP (Bratislavská lyra 1985)
- 1986 Chybička se vloudí / Hifi – Supraphon – SP (Eva Hurychová a Pudr)
- 1986 Dnes na tom záleží – Supraphon – LP
- 1987 Mít rád a žít / Chodí s Gábinou – Supraphon – SP (Bratislavská lyra 1987)
- 1995 Já přijdu – CD – (kinder verze s Kristýnou a Barborou)/Poušť – Fermata
- 1997 Já přijdu – Sony Music / Bonton – CD – (edice 20× – Eva Hurychová – 20× …a dvě navíc)
- 2007 Souhvězdí lásky – FR centrum – CD – (Eva Hurychová & Bacily)[2]

### Kompilace
- 1978 Přátelství písní – Panton – Kdo marně touží – Eva Hurychová a Jaromír Mayer/Zlatý déšť
- 1980 Kytice melodií – Panton – Mám ráda růže
- 1984 20 nej… – – 05 – Já přijdu – Eva Hurychová a Jan Neckář
- 1986 Jiří Zmožek – Nejhezčí dárek 2 – Supraphon – 11. Nejhezčí dárek (50 interpretů)
- 1989 Písně Jiřího Zmožka 2 – Merkur – Breviář lásky/Péťo čau
- 1992 Časy se mění?! – Neane Records – Já přijdu – Eva Hurychová a Jan Neckář
- 1996 Rádio hity – Nadace – Já přijdu
- 1996 Brousek pro tvůj jazýček – 2 – FERMATA – (2audio)
- 1997 Hity 1985 – Bonton Music – 16. Za mléčnou dráhou
- 1997 Hity 1986 – Bonton Music – 09. Péťo čau
- 2004 Hitparáda 80. let – Supraphon (DVD) – 26. Nejhezčí dárek (50 interpretů)
- 2006 Christmas Song – – Mám pro tebe dárek
- 2007 Dávno tě znám – FR centrum – 08. Mám pro tebe dárek/13. Voda a kámen
- 2007 Chtěl bych tvou lásku – FR centrum – 12. Tvé kroky vzdálené/17. Já přijdu
- 2007 S tebou mě baví žít – FR centrum – 02. Už nám svítá/14. Chybička se vloudí
- 2007 Proč nemůžu tě znát – FR centrum – 19. Kdo to vzdává, nevyhrává – Eva Hurychová a Marcela Kyselová
- 2007 Vánoční tajemství – FR centrum – 03. Když nálada je vánoční/11.Mám pro tebe dárek/18.Vločky
- 2008 Duety – Robert N. – Ivox – Já přijdu – Eva Hurychová a Robert N.